# Matea Tadić
Matea Tadić (Zagabria, 25 ottobre 1999) è una cestista croata.

## Carriera
Con la Croazia ha disputato i Campionati europei del 2021.